# Hem-Hardinval
Pour les articles homonymes, voir Hem.

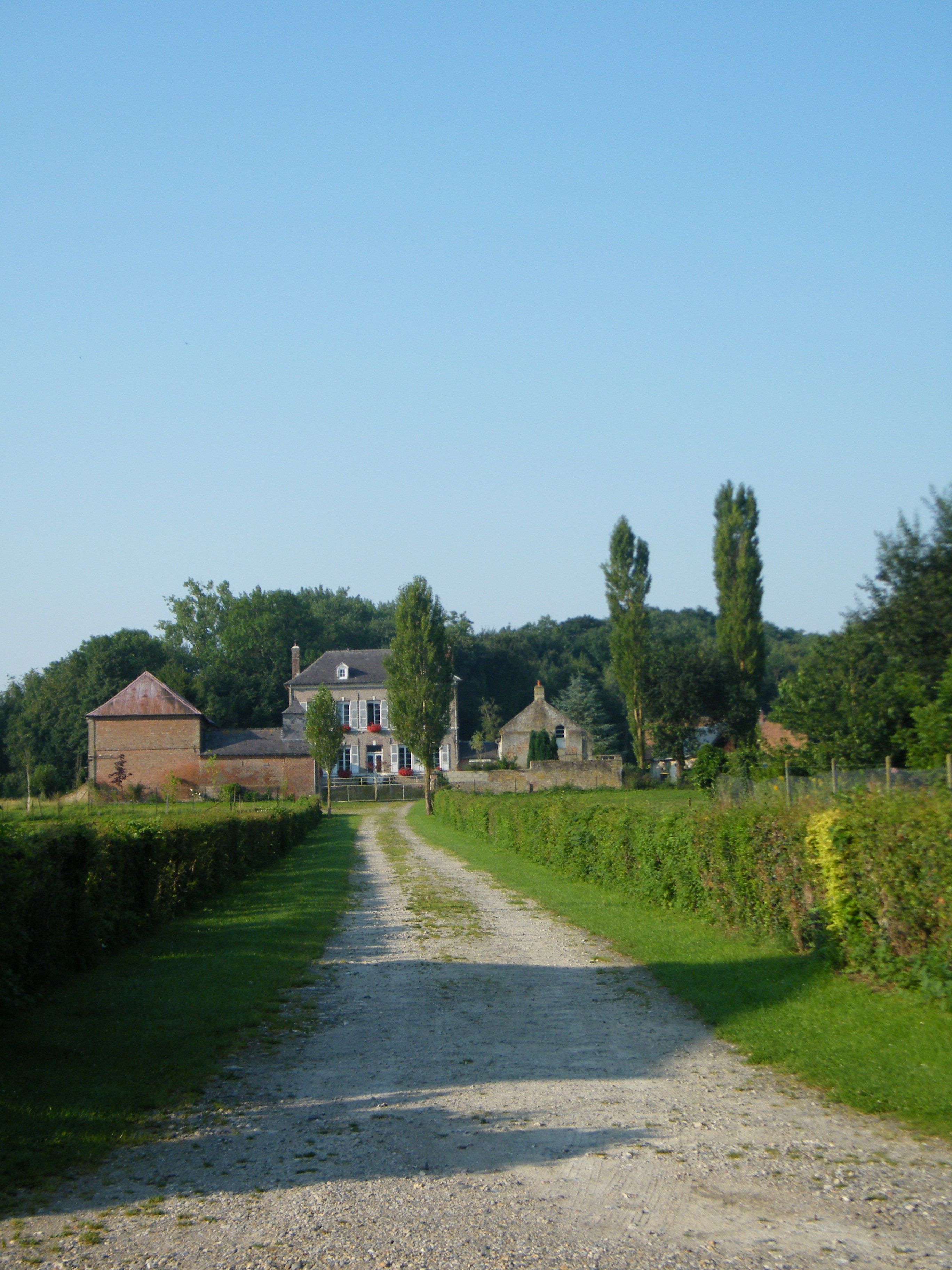
Perspective.

Hem-Hardinval est une commune française située dans le département de la Somme en région Hauts-de-France.

## Géographie

### Localisation
Hem-Hardinval est un village picard de l'Amiénois, à proximité du Ponthieu.
Limitrophe de Doullens, le bourg est situé à 10 km au nord-est de Bernaville, 30 km au nord d'Amiens, 34 km à l'est d'Abbeville et à 37 km au sud-ouest d'Arras à vol d'oiseau.
Le territoire de la commune est limitrophe de ceux de sept communes.
Les communes limitrophes sont  Autheux, Doullens, Fienvillers, Gézaincourt, Longuevillette, Occoches et Outrebois.

### Hydrographie

#### Réseau hydrographique
La commune est située dans le bassin Artois-Picardie. Elle est drainée par l'Authie, la Gezincourtoise, le ruisseau le canal, l'Hem-Hardinval,.
L'Authie, d'une longueur de 108 km, prend sa source dans la commune de Coigneux et se jette  dans la Manche, son embouchure formant une vaste baie, comprise entre Fort-Mahon-Plage et Berck, typique des estuaires picards. Les caractéristiques hydrologiques de l'Authie sont données par la station hydrologique située sur la commune. Le débit moyen mensuel est de 3,84 m3/s. Le débit moyen journalier maximum est de 11,9 m3/s, atteint lors de la crue du 7 février 2024. Le débit instantané maximal est quant à lui de 24,9 m3/s, atteint le même jour.

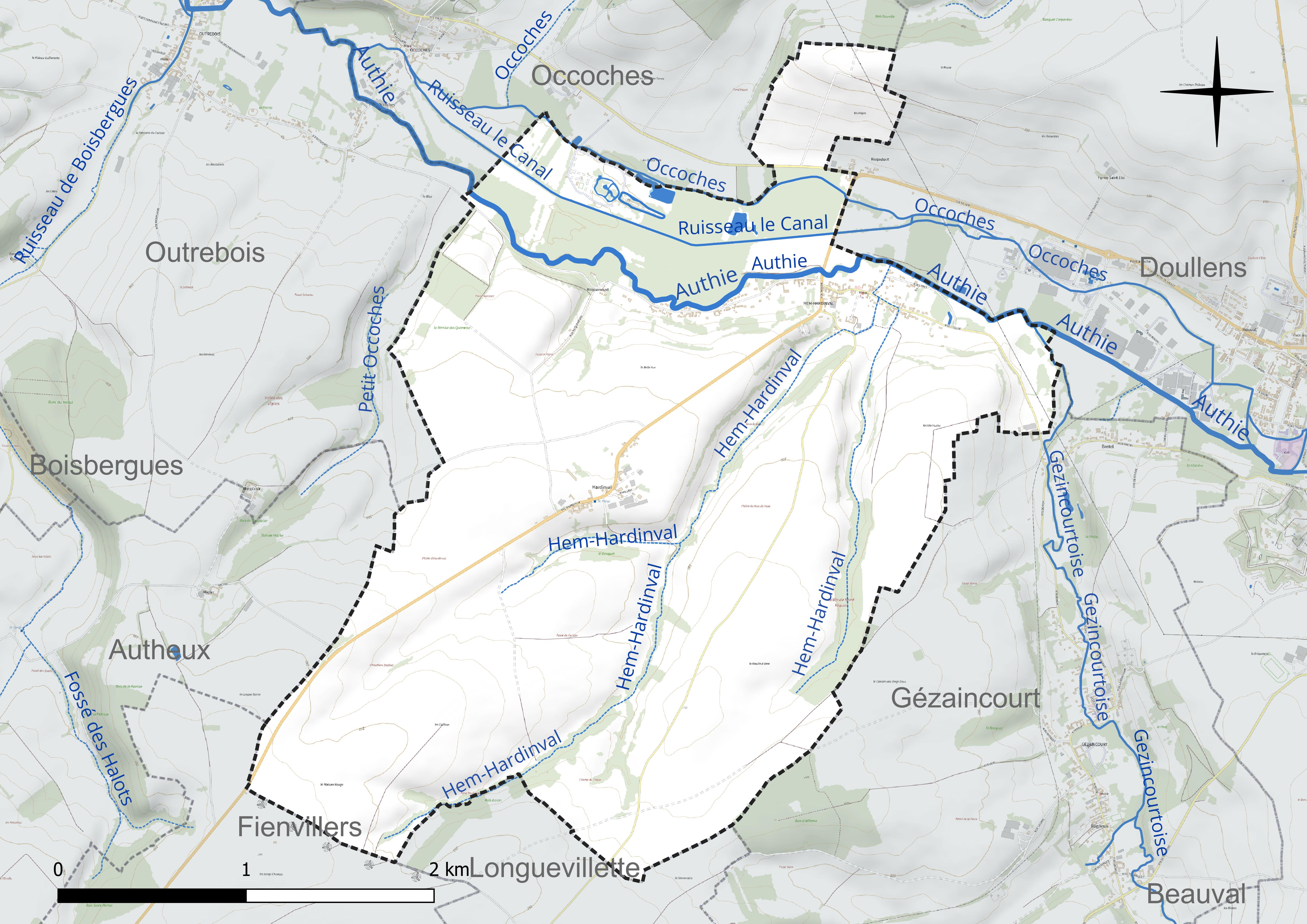
Réseau hydrographique de Hem-Hardinval.

#### Gestion et qualité des eaux
Le territoire communal est couvert par le schéma d'aménagement et de gestion des eaux (SAGE) « Authie ». Ce document de planification concerne un territoire de 1 253 km2 de superficie, délimité par le bassin versant de l'Authie. Le périmètre a été arrêté le 5 août 1999 et le SAGE proprement dit est, en 2024, en cours d'élaboration. La structure porteuse de l'élaboration et de la mise en œuvre est le syndicat mixte Canche Et Authie. 
La qualité des cours d'eau peut être consultée sur un site dédié géré par les agences de l'eau et l'Agence française pour la biodiversité. 

### Climat
Pour des articles plus généraux, voir Climat des Hauts-de-France et Climat de la Somme.
En 2010, le climat de la commune est de type climat océanique dégradé des plaines du Centre et du Nord, selon une étude du CNRS s'appuyant sur une série de données couvrant la période 1971-2000. En 2020, Météo-France publie une typologie des climats de la France métropolitaine dans laquelle la commune est exposée à un climat océanique et est dans la région climatique Côtes de la Manche orientale, caractérisée par un faible ensoleillement (1 550 h/an) ; forte humidité de l'air (plus de 20 h/jour avec humidité relative > 80 % en hiver), vents forts fréquents.
Pour la période 1971-2000, la température annuelle moyenne est de 10,4 °C, avec une amplitude thermique annuelle de 13,6 °C. Le cumul annuel moyen de précipitations est de 811 mm, avec 12,2 jours de précipitations en janvier et 8,6 jours en juillet. Pour la période 1991-2020, la température moyenne annuelle observée sur la station météorologique la plus proche, située sur la commune de Bernaville à 10 km à vol d'oiseau, est de 10,4 °C et le cumul annuel moyen de précipitations est de 877,3 mm,. Pour l'avenir, les paramètres climatiques de la commune estimés pour 2050 selon différents scénarios d'émission de gaz à effet de serre sont consultables sur un site dédié publié par Météo-France en novembre 2022.

### Voies de communication et transports
Il est desservi par le tronc commun des anciennes nationales RN 25 et RN 338 (actuelles RD 925 et RD 938) et par les autocars du réseau inter-urbain Trans'80, la ligne no 58 (Auxi-le-Château - Doullens), le jeudi et le samedi, jours de marché.

## Urbanisme

### Typologie
Au 1er janvier 2024, Hem-Hardinval est catégorisée commune rurale à habitat dispersé, selon la nouvelle grille communale de densité à sept niveaux définie par l'Insee en 2022.
Elle est située hors unité urbaine. Par ailleurs la commune fait partie de l'aire d'attraction d'Amiens, dont elle est une commune de la couronne,. Cette aire, qui regroupe 369 communes, est catégorisée dans les aires de 200 000 à moins de 700 000 habitants,.

### Occupation des sols
L'occupation des sols de la commune, telle qu'elle ressort de la base de données européenne d'occupation biophysique des sols Corine Land Cover (CLC), est marquée par l'importance des territoires agricoles (95,2 % en 2018), une proportion identique à celle de 1990 (95,2 %). La répartition détaillée en 2018 est la suivante :
terres arables (64,7 %), zones agricoles hétérogènes (23,5 %), prairies (7 %), zones urbanisées (3,1 %), forêts (1,7 %). L'évolution de l'occupation des sols de la commune et de ses infrastructures peut être observée sur les différentes représentations cartographiques du territoire : la carte de Cassini (XVIIIe siècle), la carte d'état-major (1820-1866) et les cartes ou photos aériennes de l'IGN pour la période actuelle (1950 à aujourd'hui).

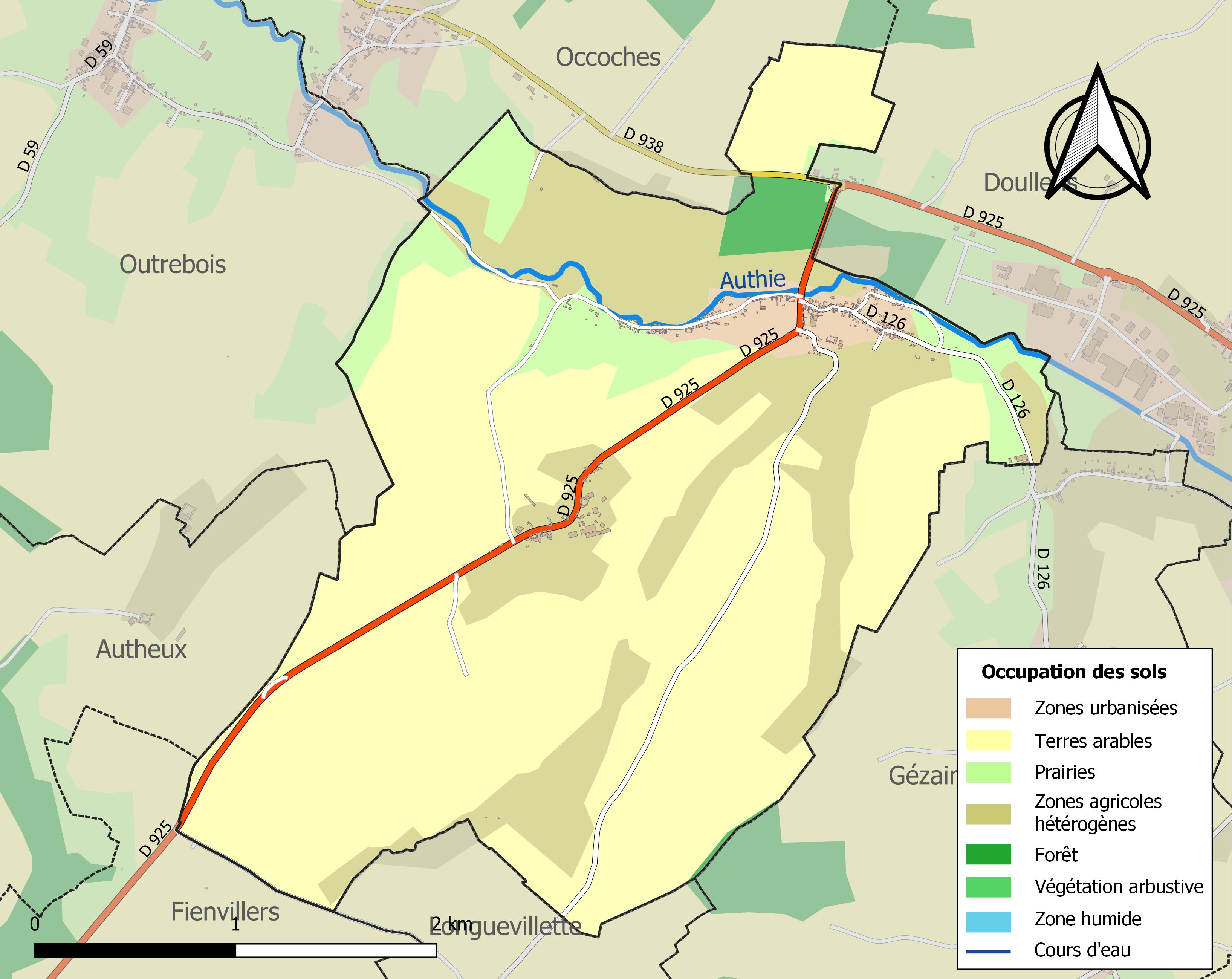
Carte des infrastructures et de l'occupation des sols de la commune en 2018 (CLC).

## Toponymie
Hem est attesté sous les formes Ham en 1109 ; Ham-lès-Doullens en 1184 ; Hem en 1210 ; Han en 1217 ; Hamus en 1235 ; Ham dales Doullens en 1324 ; Ham-les-Doulans en 1384 ; Hen en 1638 ; Hens en 1730 ; Hem-lès-Doullens.
Hardinval est attesté sous les formes Hardini vallis ; Hadardi villaris en 1088 ; Hardenval en 1108 ; Hardenvallis en 1109 ; Hardinval en 1140 ; Hardevallis en 1176 ; Hardainval en 1188 ; Hardeinvallis en 1273 ; Hardaingval en 1378 ; Ardinval en 1747 ; Hanhardival en 1764 ; Hardinvalle en 1842.

## Histoire
Le 19 mai 1180, le fief de Ricquemesnil est vendu à l'abbaye Notre-Dame de Berteaucourt-les-Dames, de même qu'un autre fief de Hem.
Le roi de France Henri IV octroie une charte communale au village en octobre 1604. Cette même charte attribue 34 journaux de marais à Charles de Rambures, gouverneur de Doullens, pour nourrir ses chevaux,.

### Seconde Guerre mondiale
Dans la nuit du 2 mars 1944, un bombardier Liberator B24 s'écrase sur le territoire communal, entrainant la mort de son pilote américain. Une stèle a été érigée en 1996 sur la RD 925, entre le village et Fienvillers. Une cérémonie commémorative est organisée chaque année.

## Politique et administration
| Période                                  | Période                      | Identité           | Étiquette | Qualité                        |
| ---------------------------------------- | ---------------------------- | ------------------ | --------- | ------------------------------ |
| Les données manquantes sont à compléter. |                              |                    |           |                                |
| mars 2001                                | juillet 2015                 | Georges Warambourg |           | Retraité Décédé en fonction    |
| octobre 2015                             | En cours (au 8 octobre 2020) | Éric Roussel       |           | Réélu pour le mandat 2020-2026 |

## Population et société

### Démographie
L'évolution du nombre d'habitants est connue à travers les recensements de la population effectués dans la commune depuis 1793. Pour les communes de moins de 10 000 habitants, une enquête de recensement portant sur toute la population est réalisée tous les cinq ans, les populations de référence des années intermédiaires étant quant à elles estimées par interpolation ou extrapolation. Pour la commune, le premier recensement exhaustif entrant dans le cadre du nouveau dispositif a été réalisé en 2008.

En 2022, la commune comptait 365 habitants, en évolution de +2,24 % par rapport à 2016 (Somme : −1,26 %, France hors Mayotte : +2,11 %).
| 1793 | 1800 | 1806 | 1821 | 1831 | 1836 | 1841 | 1846 | 1851 |
| ---- | ---- | ---- | ---- | ---- | ---- | ---- | ---- | ---- |
| 430  | 452  | 503  | 484  | 566  | 557  | 595  | 568  | 555  |

| 1856 | 1861 | 1866 | 1872 | 1876 | 1881 | 1886 | 1891 | 1896 |
| ---- | ---- | ---- | ---- | ---- | ---- | ---- | ---- | ---- |
| 544  | 545  | 544  | 481  | 472  | 419  | 399  | 417  | 404  |

| 1901 | 1906 | 1911 | 1921 | 1926 | 1931 | 1936 | 1946 | 1954 |
| ---- | ---- | ---- | ---- | ---- | ---- | ---- | ---- | ---- |
| 336  | 319  | 298  | 287  | 280  | 275  | 258  | 277  | 280  |

| 1962 | 1968 | 1975 | 1982 | 1990 | 1999 | 2006 | 2008 | 2013 |
| ---- | ---- | ---- | ---- | ---- | ---- | ---- | ---- | ---- |
| 233  | 202  | 201  | 246  | 280  | 278  | 339  | 356  | 343  |

| 2018 | 2022 | - | - | - | - | - | - | - |
| ---- | ---- | - | - | - | - | - | - | - |
| 369  | 365  | - | - | - | - | - | - | - |

En 1899, le village compte quatre hameaux :
- Le Risquetout, 7 habitants ;
- Belle Vue, 11 habitants ;
- Hardinval, 75 habitants ;
- Ricquemesnil, 7 habitants[24].

### Enseignement
Un syndicat scolaire (Sivu) liant la commune à celle de Gézaincourt gère le transport scolaire et les activités péri-scolaires.
Les deux communes sont organisées en regroupement pédagogique intercommunal (RPI).

## Culture locale et patrimoine

### Lieux et monuments
- L'église de la Nativité-de-la-Sainte-Vierge, du XIXe siècle, située en centre de village, face à la mairie et à côté de la salle des fêtes.
- Un moulin à eau situé sur l'Authie.
- Ruines du château de Ricquemesnil.

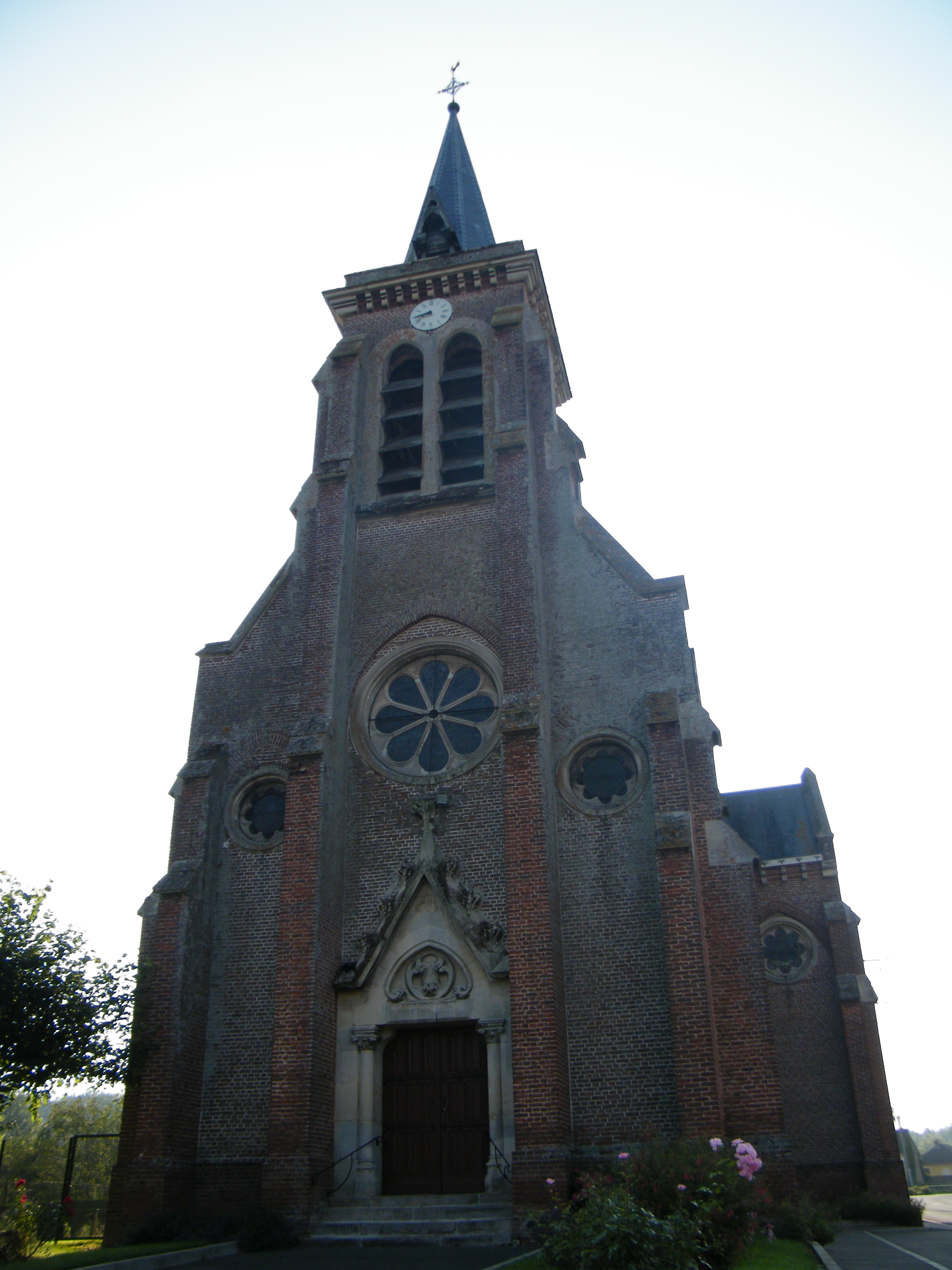
Façade de l'église
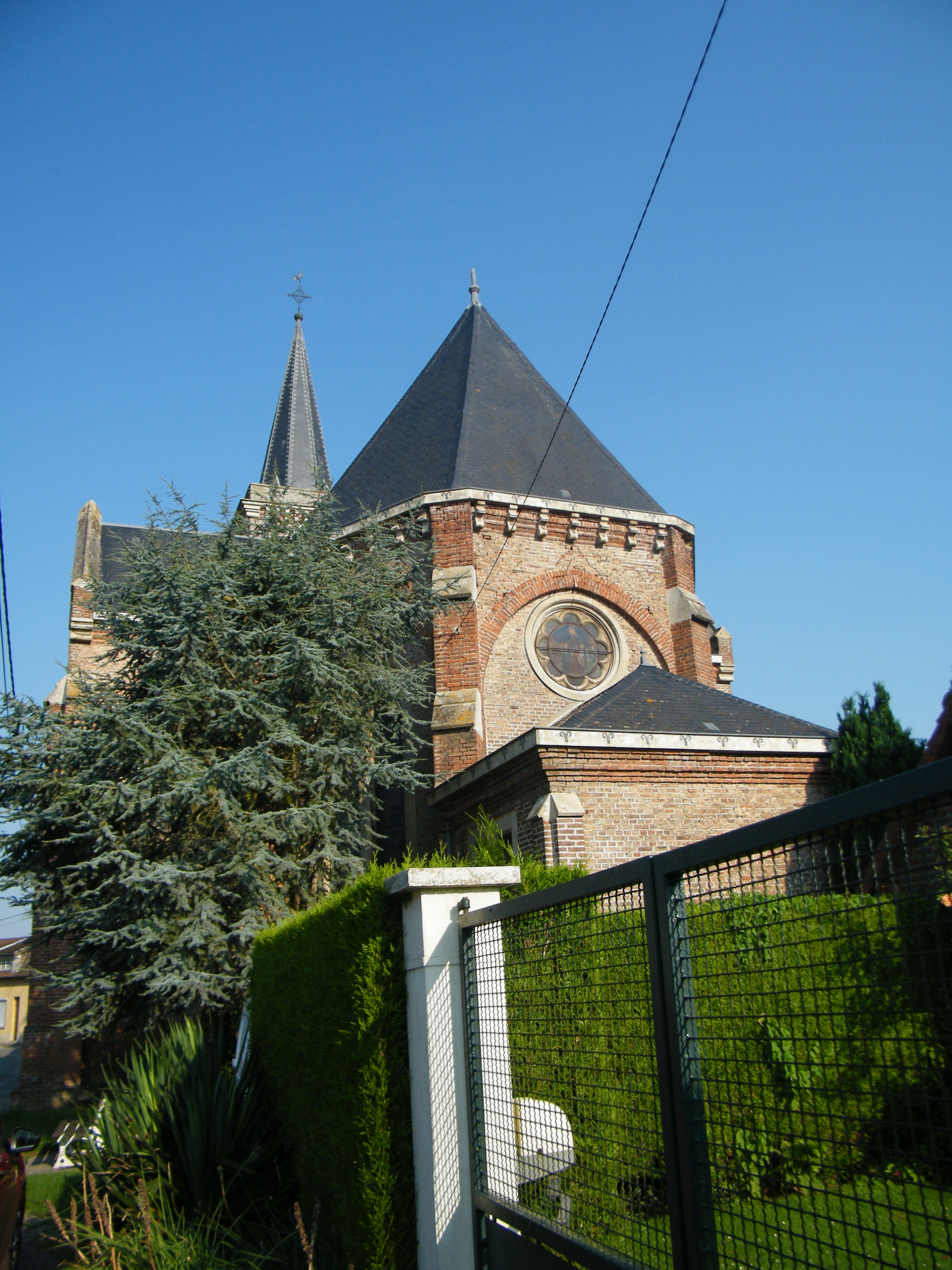
Autre vue de l'église.
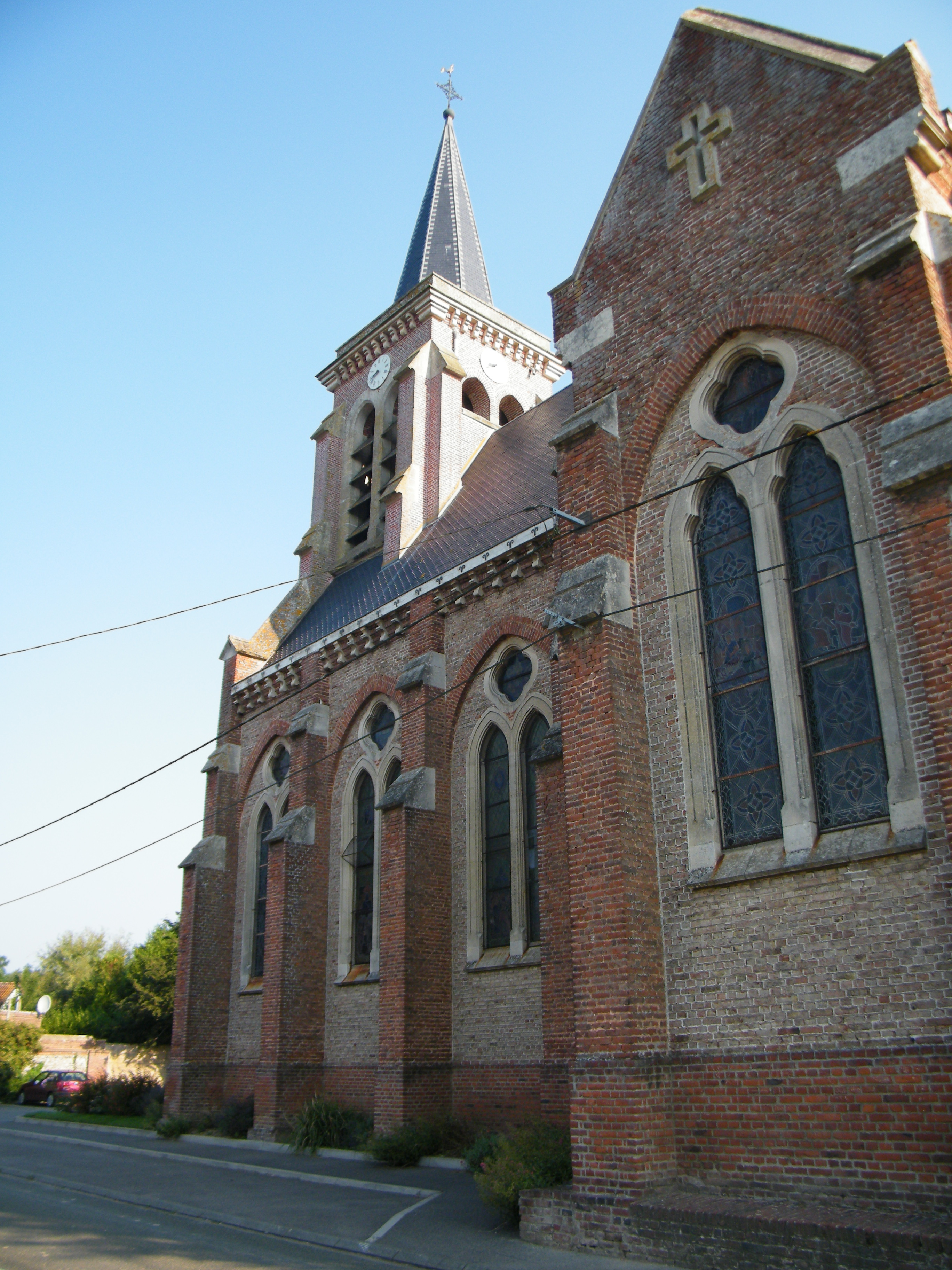
Les baies géminées de l'église.
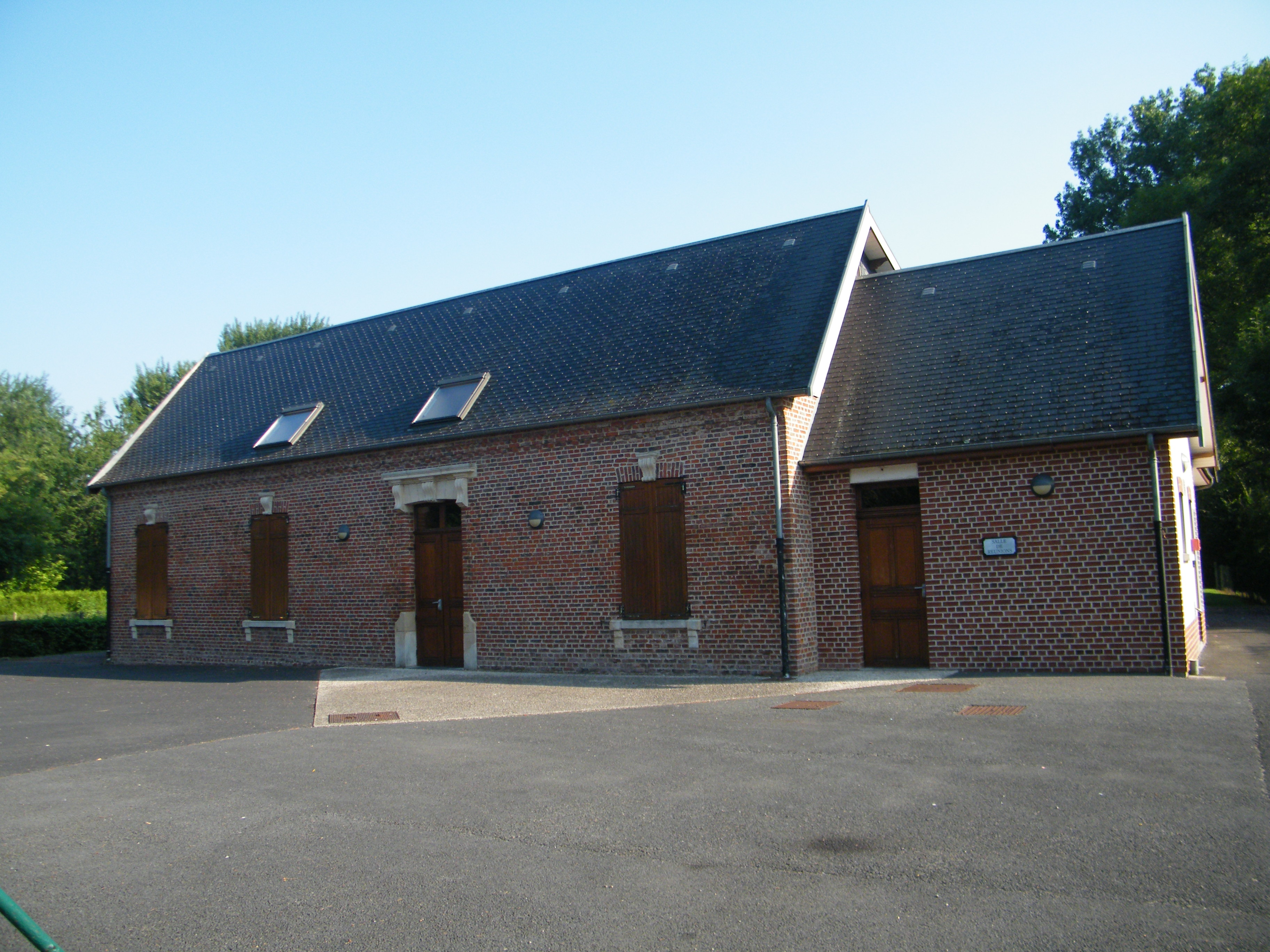
Salle communale.
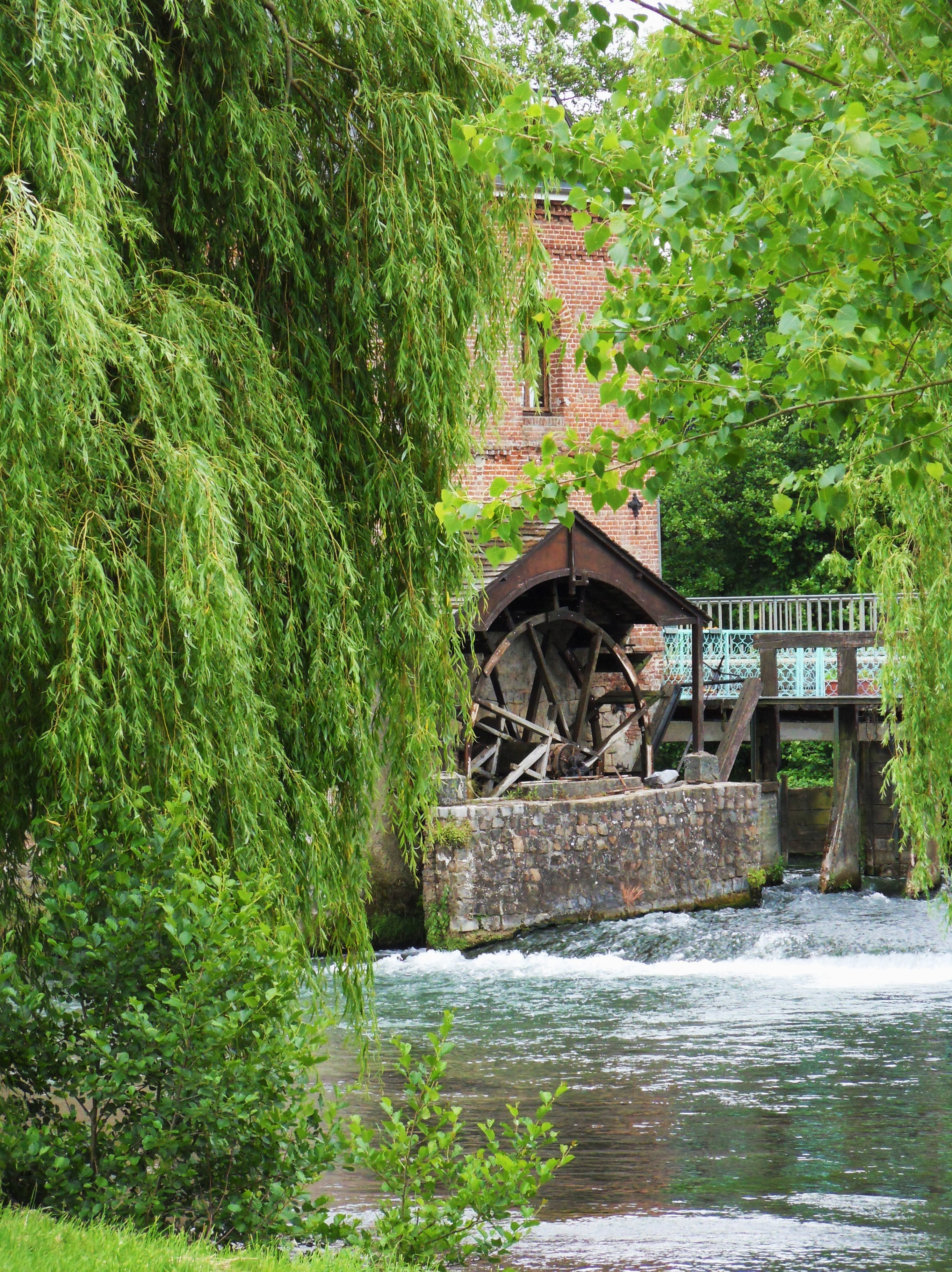
Le moulin sur l'Authie.

### Personnalités liées à la commune
- Au cours du siège de Doullens par les Espagnols, en juillet 1595, un descendant de la famille de Saisseval, du fief de Ricquemesnil, trouve la mort[24].

### Héraldique
| Blason de Hem-Hardinval | Blason  | Taillé: au 1er tranché au I d'argent à trois lionceaux de gueules, au II d'azur à trois fleurs de lis ordonnées en chevron contourné, au 2e mi-taillé d'or à la roue de moulin de tenné posée sur une champagne burelée ondée d'azur et d'argent. |
| Blason de Hem-Hardinval | Détails | Adopté en 2021. |